# Julien Sellier
Pour les articles homonymes, voir Sellier.
Julien Sellier, né le 22 décembre 1986 à Rennes, est un présentateur et journaliste français.

## Biographie

### Enfance, jeunesse et formation
Julien Sellier s'oriente tout d'abord vers une faculté d’histoire à Rennes,, sa ville de naissance, puis fréquente l’Institut pratique du journalisme de Paris de 2007 à 2009,. Durant l’été 2008, le jeune homme travaille chez Ouest-France, et il a fait aussi ses armes à l’instar de François-Xavier Ménage sur Radio Laser située à Guichen, où il passait des disques. Il est également lauréat de la bourse Jean-Baptiste Dumas du reportage en 2009 avec un sujet sur les SEL,,. Grâce à cette dernière, il est recruté par la radio RTL en juin 2009 pour un CDD d'un an, qu’il convertit en CDI,,.

### Depuis 2009: carrière chez RTL
Au sein de RTL, il intègre en premier lieu le service reportage puis il prend part à la présentation des journaux avec des remplacements en week-end ou lors des matinales,.
En 2012, il est titularisé à la présentation avec le journal de 19 h dans RTL Soir. Il devient aussi joker pour la pré-matinale RTL Petit Matin et RTL Midi. 
À partir du 28 août 2017, il succède à Stéphane Carpentier dont il était le joker pour présenter RTL Petit Matin,,. Il insuffle un style tonique qui fait le succès de la pré-matinale,,.
En 2021, en concurrence avec plusieurs confrères, il est finalement choisi pour remplacer Thomas Sotto en partance pour Télématin à la présentation de RTL Soir ainsi que Le monde tel qu'il est,,. Il arrête ainsi l'animation de RTL Petit Matin le 2 juillet 2021, et commence la présentation de l'émission RTL Soir le 23 août 2021.